# Bajiao, Xiaojin
Bajiao (kinesiska: 八角) är en köping i Kina. Den ligger i provinsen Sichuan, i den sydvästra delen av landet, omkring 160 kilometer väster om provinshuvudstaden Chengdu. Antalet invånare är 3 228. Befolkningen består av 1 568 kvinnor och 1 660 män. Barn under 15 år utgör 17,0 %, vuxna 15-64 år 73 %, och äldre över 65 år 9,0 %.
Genomsnittlig årsnederbörd är 1 047 millimeter. Den regnigaste månaden är juni, med i genomsnitt 231 mm nederbörd, och den torraste är december, med 5 mm nederbörd.